# Kanton Nérac
Der Kanton Nérac war bis 2015 ein französischer Wahlkreis im Arrondissement Nérac, im Département Lot-et-Garonne und in der ehemaligen Region Aquitanien. Er umfasste Wahlberechtigte aus acht Gemeinden, Hauptort (chef-lieu) war Nérac. Vertreter im conseil général des Départements war zuletzt von 2008 bis 2015 Nicolas Lacombe.

## Gemeinden
| Gemeinde               | Einwohner Jahr | Fläche km² | Bevölkerungsdichte | Postleitzahl | Code INSEE |
| ---------------------- | -------------- | ---------- | ------------------ | ------------ | ---------- |
| Andiran                | 217 (2013)     | –          | – Einw./km²        | 47170        | 47009      |
| Calignac               | 523 (2013)     | –          | – Einw./km²        | 47600        | 47045      |
| Espiens                | 391 (2013)     | –          | – Einw./km²        | 47600        | 47090      |
| Fréchou                | 206 (2013)     | –          | – Einw./km²        | 47600        | 47103      |
| Moncaut                | 605 (2013)     | –          | – Einw./km²        | 47310        | 47172      |
| Montagnac-sur-Auvignon | 612 (2013)     | –          | – Einw./km²        | 47600        | 47180      |
| Nérac                  | 7070 (2013)    | –          | – Einw./km²        | 47600        | 47195      |
| Saumont                | 250 (2013)     | –          | – Einw./km²        | 46070        | 47287      |